# Cooch Behar

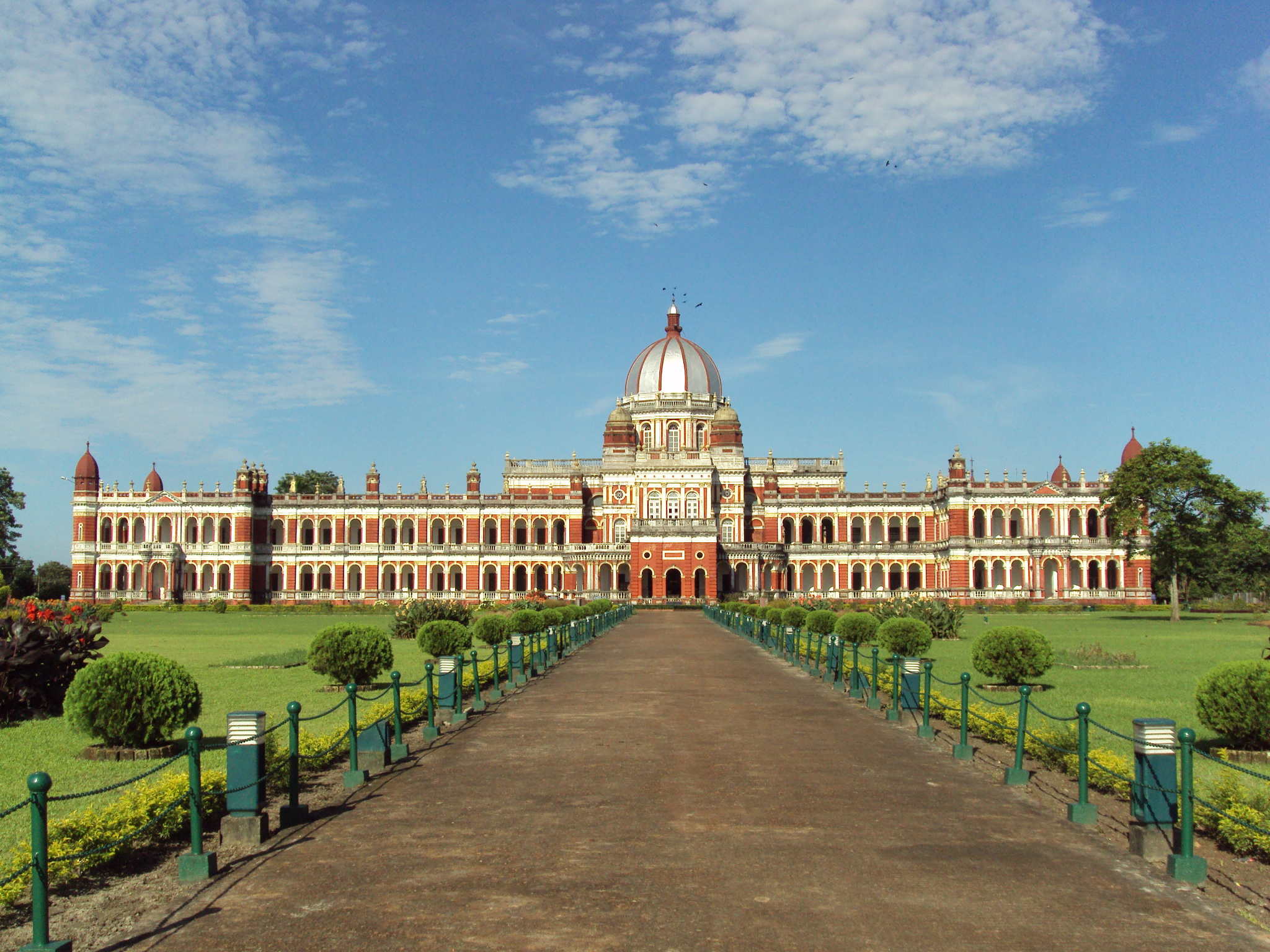
Palast von Cooch Behar

Cooch Behar (Koch Bihar; Bengalisch: কোচবিহার, Kocbihār) war einer der Fürstenstaaten der Provinz Bengalen von Britisch-Indien im heutigen Bundesstaat Westbengalen. Seine Hauptstadt war der Ort Cooch Behar (Koch Bihar).

## Geschichte
Das seit 1250 bestehende Fürstentum wurde ab 1510 von Maharajas der Koch-(Cooch-)Dynastie regiert. Chandan Narayan (1510–1523) vergrößerte das Fürstentum, und Nar Narayan (1554–1587) eroberte sogar Manipur und Tripura. Pran Narayan (1626–1665) kämpfte in Bengalen gegen das Mogulreich und eroberte 1661 Dhaka, musste aber im Jahr 1664 Frieden schließen. Rup Narayan (1693–1714) verlegte die Hauptstadt von Athaokotha nach Guriahati Gram, dem heutigen Bihar. Cooch Behar war von 1765 bis 1772 von Bhutan besetzt und von 1773 bis 1947 britisches Protektorat. Es hatte 1941 eine Fläche von 3413 km² und 678.000 Einwohner. Das britische Empire gewährte 13 Schuss Salut.
Am 28. August 1948 stimmte der Maharaja Jagaddipendra Narayan der Übertragung seiner Regierungsgewalt an das 1947 unabhängig gewordene Indien zu. Dies wurde am 12. September 1949 formell umgesetzt und Cooch Behar wurde eine von der Zentralregierung verwaltete Provinz, die am 19. Januar 1950 als Distrikt in den Bundesstaat Westbengalen eingegliedert wurde.

## Sonstiges
Der Staat wird im Refrain von Bertolt Brechts Kanonensong aus dem ersten Akt der Dreigroschenoper genannt.

## Persönlichkeiten
International bekannt wurde die Fürstenprinzessin Gayatri Devi (1919–2009), die als eine der schönsten Frauen ihrer Zeit galt und im Jahr 1940 den Maharaja von Jaipur Man Singh II. heiratete.